# Chitragupta

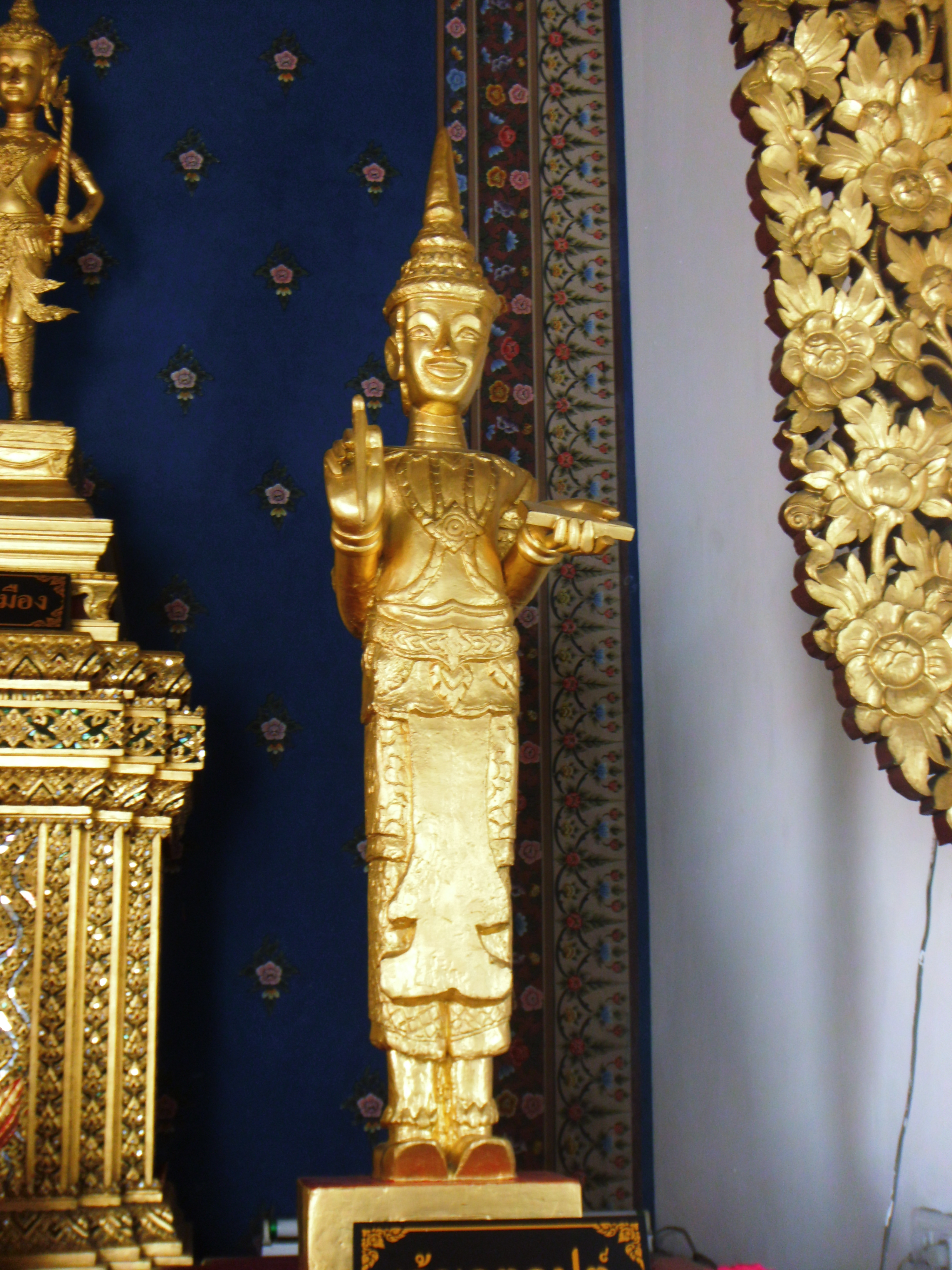
Chitragupta en un santuario en la ciudad de Bangkok, Tailandia.

Chitragupta (en sánscrito: चित्रगुप्त, "rico en secretos" o "imagen oculta") es un dios hindú asignado con la tarea de mantener registros completos de las acciones de los seres humanos en la tierra. De acuerdo a Blavatsky, el libro donde lleva los registros se llama Agra-Sandhani. De acuerdo a la mitología hindú y sus devotos, es Chitragupta quien decide si una persona va al cielo o al infierno cuando una muere.